# Stephen Leece
Stephen Leece, né le 4 novembre 1991 à San Luis Obispo, est un coureur cycliste américain.

## Palmarès
- 2012
  - Nevada City Classic
  - 2e de la Mount Hood Classic
- 2013
  -  Champion des États-Unis sur route amateurs
  - Copperopolis Road Race
  - Nevada City Classic
- 2014
  - 2e de la Bucks County Classic

## Classements mondiaux
| Année            | 2014 |
| ---------------- | ---- |
| UCI America Tour | 97e  |